# Hittételek (Utolsó Napok Szentjei)
Joseph Smitht, Az Utolsó Napi Szentek Jézus Krisztus Egyháza alapítóját egy újságíró megkérdezte az egyháza hitelveiről. A tanításokat 13 alapvető pontban foglalta össze, melyek Hittételek (Articles of Faith) néven váltak ismeretessé. A Hittételek az egyházon kívüliek számára íródott, és nem az volt a célja, hogy az evangéliumi tantételek és a gyakorlat teljes körű összegzését adja. Mindazonáltal az utolsó napi szentek hitének világos megfogalmazása.
A HITTÉTELEK
1. Hiszünk Istenben, az Örökkévaló Atyában, és az Ő Fiában, Jézus Krisztusban, valamint a Szentlélekben.
2. Hisszük, hogy az emberek saját bűneikért lesznek megbüntetve, nem pedig Ádám vétkéért.
3. Hisszük, hogy Krisztus engesztelése által az egész emberiség megszabadulhat, ha engedelmeskedik az Evangélium törvényeinek és szertartásainak.
4. Hisszük, hogy ezek az Evangélium első tantételei és szertartásai: első az Úr Jézus Krisztusba vetett Hit; második, Bűnbánat; harmadik, alámerítéssel történő Keresztelés a bűnök bocsánatára; negyedik, Kézrátétel a Szentlélek ajándékáért.
5. Hisszük, hogy az embert Istennek kell elhívnia, prófécia, valamint felhatalmazással rendelkezők kézrátétele által, hogy prédikálhassa az evangéliumot és szolgálhasson annak szertartásaiban.
6. Hiszünk abban a szervezetben, ami az Ősi Egyházban is létezett, név szerint: apostolok, próféták, pásztorok, tanítók, evangélisták és így tovább.
7. Hiszünk a nyelvek, a prófécia, a kinyilatkoztatás, a látomások, a gyógyítás, a nyelvek fordításának ajándékában, és így tovább.
8. Hisszük, hogy a Biblia Isten szava, amennyiben fordítása helyes; azt is hisszük, hogy a Mormon könyve Isten szava.
9. Hiszünk mindabban, amit Isten kinyilatkoztatott, mindabban, amit most nyilatkoztat ki, és hisszük, hogy ezután is ki fog nyilatkoztatni sok nagyszerű és fontos dolgot Isten királyságát illetően.
10. Hiszünk Izráel szó szerinti összegyűjtésében és a Tíz Törzs helyreállításában; hogy Sion (az Új Jeruzsálem) az amerikai földrészen fog felépülni; hogy Krisztus személyesen uralkodik majd a földön; és hogy a föld megújul és elnyeri paradicsomi dicsőségét.
11. Igényt tartunk arra a kiváltságra, hogy saját lelkiismeretünk parancsai szerint hódoljunk a Mindenható Istennek, és minden embernek megadjuk ugyanezt a kiváltságot, hadd hódoljanak úgy, ott és annak, ahogy, ahol és aminek akarnak.
12. Hiszünk a királyoknak, elnököknek, uralkodóknak és elöljáróknak való alárendeltségben, a törvény iránti engedelmességben, annak tiszteletében és támogatásában.
13. Hiszünk abban hogy tisztességesnek, igaznak, erkölcsösnek, jóakaratúnak, erényesnek kell lennünk, és minden emberrel jót kell cselekednünk; tulajdonképpen mondhatnánk, hogy Pál intését követjük – Mindent hiszünk, mindent remélünk, sok mindent elviseltünk már, és reméljük, hogy mindent el tudunk majd viselni. Ha van bármi, ami erényes, szép, jónak mondott vagy dicséretre méltó, akkor törekszünk azokra a dolgokra.

## Külső hivatkozások
- A HITTÉTELEK- Az egyház hivatalos oldalán